# 印尼乙組足球聯賽
印尼足球乙级联赛（Liga 2）是由印尼足球協會舉辦的職業足球聯賽，是印尼聯賽系統中第二等級的聯賽，於1994年舉辦首屆賽事。

## 外部連結
- Official website of PT Liga Indonesia （印尼文）
- Official website of PSSI（页面存档备份，存于） （印尼文）